# سرو السفلي (عقدا)
سرو السفلی (بالفارسية: سرو سفلی) هي قرية تقع في إيران في قسم عقدا الريفي. يقدر عدد سكانها بـ 178 نسمة .